# Broken Frames
„Broken Frames” – trzeci album studyjny grupy Eyes Set to Kill, wydany 8 czerwca 2010 nakładem BreakSilence.

## Lista utworów
Źródło.
1. „All You Ever Knew” - 3:12
2. „Broken Frames” - 2:53
3. „The Listening” - 3:34
4. „Ticking Bombs” - 3:36
5. „Play the Part” - 2:39
6. „Falling Fast” - 3:35
7. „Catch Your Breath” - 0:27
8. „Ryan” - 3:10
9. „Inside the Eye” - 3:24
10. „Two Letter Sins” - 3:02
11. „Escape” - 4:20
12. „Let Me In” - 4:19 (utwór dodatkowy)

## Pozycje
| Notowania (2009)     | Pozycja |
| -------------------- | ------- |
| Top Heatseekers      | 8       |
| Independent Albums   | 35      |
| Top Hard Rock Albums | 21      |